# Diogo Luis Santo
Diogo Luis Santo (São Paulo, Brasil, 26 de mayo de 1987) es un futbolista brasileño. Juega de delantero y su equipo actual es el Portuguesa del Brasileirao de Brasil.

## Clubes
| Club               | País      | Año       |
| ------------------ | --------- | --------- |
| Portuguesa         | Brasil    | 2005-2008 |
| Olympiacos FC      | Grecia    | 2008-2010 |
| CR Flamengo        | Brasil    | 2010      |
| Santos FC          | Brasil    | 2011-2013 |
| Portuguesa         | Brasil    | 2013-2014 |
| Palmeiras          | Brasil    | 2014      |
| Buriram United     | Tailandia | 2015-2018 |
| Johor Darul Takzim | Malasia   | 2019-2020 |
| BG Pathum United   | Tailandia | 2020-2022 |
| Johor Darul Takzim | Malasia   | 2023      |

## Palmarés

### Campeonatos nacionales
| Título              | Club           | País      | Año              |
| ------------------- | -------------- | --------- | ---------------- |
| Superliga de Grecia | Olympiacos FC  | Grecia    | 2009             |
| Copa de Grecia      | Olympiacos FC  | Grecia    | 2009             |
| Thai League 1       | Buriram United | Tailandia | 2015, 2017, 2018 |